# Cyrtodactylus brevidactylus
Espèce
Statut de conservation UICN

 EN  : En danger
Cyrtodactylus brevidactylus est une espèce de geckos de la famille des Gekkonidae.

## Répartition
Cette espèce est endémique de la région de Mandalay en Birmanie.

## Description
C'est un gecko insectivore, nocturne et terrestre.

## Publication originale
- Bauer, 2002 : Two new species of Cyrtodactylus (Squamata: Gekkonidae) from Myanmar. Proceedings of the California Academy of Sciences, vol. 53, n. 7, p. 75-88 (texte intégral).